# Хантингтон (фильм)
«Хантингтон» (англ. Huntington) — предстоящая чёрная комедия с элементами триллера режиссёра Джона Паттона Форда по его же сценарию. Сценарий был написан по мотивам фильма 1949 года «Добрые сердца и короны» Роберта Хамера и Джона Дайтона. Главные роли в фильме исполнят Глен Пауэлл, Маргарет Куолли и Эд Харрис.

## Сюжет
Сюжет фильма рассказывает историю богатой семьи из штата Нью-Йорк. Наследник многомиллиардного состояния Бекет Редфеллоу, изгнанный из семьи, не остановится ни перед чем, чтобы получить то, что он заслуживает… Или то, что он думает, что заслуживает.

## В ролях
- Глен Пауэлл — Бекет Редфеллоу
- Маргарет Куолли
- Эд Харрис
- Джессика Хенвик
- Зак Вудс
- Тофер Грейс
- Раф Лоу
- Билл Кэмп

## Производство
Сценарий Форда первоначально появился в «Чёрном списке лучших сценариев» 2014 года под названием «Ротшильд». В 2019 году режиссёром фильма стал Джон С. Бэрд, а главные роли получили Шайа Лабаф и Мел Гибсон.
Разработка фильма возобновилась в марте 2023 года, при этом планировалось, что режиссёром фильма станет сам Форд. Фильм, получивший новое название «Хантингтон», как сообщается, был вдохновлён фильмом 1949 года «Добрые сердца и короны» Роберта Хамера и Джона Дайтона. В январе 2024 года Глен Пауэлл получил главную роль, а Маргарет Куолли и Эд Харрис присоединились к актёрскому составу в мае 2024 года. Джессика Хенвик, Тофер Грейс, Зак Вудс, Раф Лоу и Билл Кэмп присоединились к актёрскому составу в июне 2024 года, и начались основные съёмки.